# Zdzisław Słotwiński
Zdzisław Słotwiński (ur. 17 lipca 1935, zm. 26 listopada 1999) – polski działacz partyjny i państwowy, w latach 1975–1989 wicewojewoda lubelski.

## Życiorys
Syn Józefa. Przez wiele lat pracował w Wojewódzkiej Komisji Planowania Gospodarczego przy Prezydium Wojewódzkiej Rady Narodowej w Lublinie, doszedł do stanowiska jej wiceprzewodniczącego. W 1956 wstąpił do Polskiej Zjednoczonej Partii Robotniczej, od 1961 należał do egzekutywy oddziałowej organizacji partyjnej w miejscu pracy. Od 1961 był lektorem w Komitecie Wojewódzkim PZPR w Lublinie. Jako wicewojewoda uczestniczył m.in. w negocjacjach z robotnikami strajkującymi podczas lipca 1980. Od czerwca 1975 do ok. 1989 zajmował stanowisko wicewojewody lubelskiego. Od 1984 do 1989 był członkiem Komitetu Wojewódzkiego PZPR w Lublinie, w tym od 1984 do 1986 zasiadał w jego egzekutywie.